# 新津バイパス
新津バイパス（にいつバイパス）は、新潟県新潟市江南区と同秋葉区を通る国道403号（一部重複：国道460号）のバイパス道路である。
国道49号・亀田バイパスの茅野山ICから分岐して、秋葉区を通るバイパス路線。一部連続立体交差方式となっている。
秋葉区新津地区（旧新津市）中心部西側の古田（こだ）交差点から南側、同区小須戸地区（旧小須戸町）に至る新津南バイパス（にいつみなみバイパス）、同地区から南蒲原郡田上町に至る小須戸田上バイパス（こすどたがみバイパス）、更に同町から加茂市を経由して三条市に至る三条北バイパス（さんじょうきたバイパス）と合わせて一本の路線となっているため、当項目では計4路線についてまとめて記す。

## 概要

### 新津バイパス
新潟市江南区茅野山から同市秋葉区古田に至る区間。この区間については「新津バイパス」が通称として広く使用されているが、正式な事業名称は亀田新津道路（かめだにいつどうろ）である。新潟・阿賀野方面からは、亀田バイパス・茅野山ICから1車線で分岐したランプウェイが、そのまま新津方面に直結する形で接続されている。
逆に、新津方面から新潟方面へはランプウェイで亀田BPに流入することができる。新津方面から阿賀野方面への流入は、開通当初は相互間の通行量が少なかったため、現在も信号機設置の平面交差のままとなっている（国道49号本線を横断して右折する必要がある）。しかし、この阿賀野方面の右折車線は新潟方面へ向かう1車線のランプウェイと共用しており、右折車両が多い時などにはしばしば渋滞が発生している。
新津バイパスは全線暫定2車線の一部立体交差で、他道路との接続はすべて交差点上での平面交差となっている。茅野山IC - 古田交差点間はおよそ8 kmであるが、朝夕ラッシュ時は全域にわたって渋滞が発生する。市内中心部から新津・小須戸方面に至るルートはこの新津バイパスの他、新潟県道1号新潟小須戸三条線、新潟県道5号新潟新津線、市道嘉瀬蔵岡線及び新津郷広域農道などがあるが、メインルートである新津BPでは日常的に渋滞・速度低下が発生している。
2006年（平成18年）から新津中心部の古田交差点周辺で車線を増設するための拡幅工事が行われ、2007年（平成19年）春に供用を開始した。これにより、同交差点を中心とする渋滞は若干ながら改善された。

#### 路線データ
- 起点 - 新潟市江南区茅野山
- 終点 - 同市秋葉区古田
- 全長 - 7.2 km
- 車線幅員 - 3.25 m
- 車線数 - 暫定2車線

### 新津南バイパス

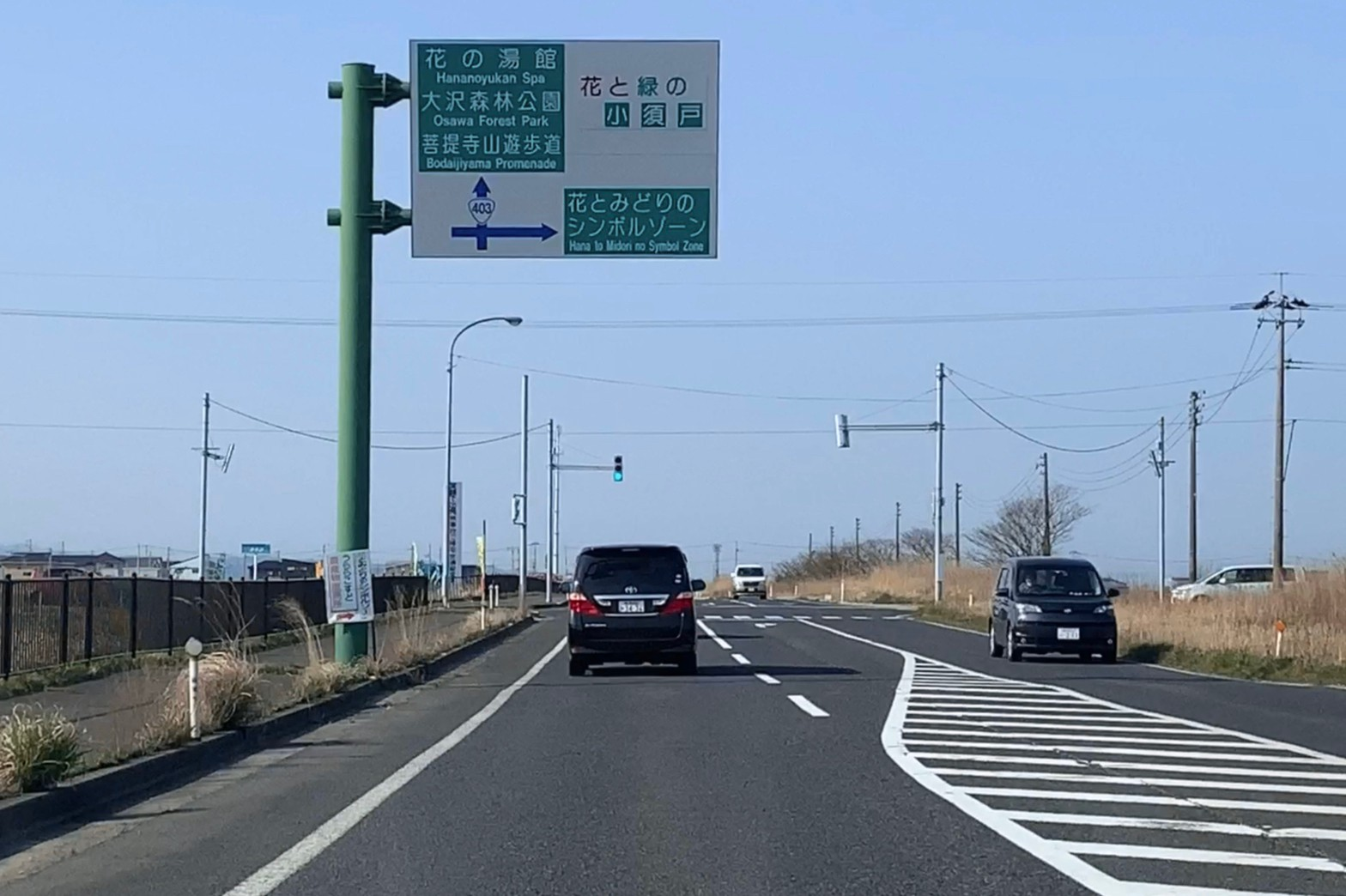
新津南バイパス 矢代田付近（2020年4月）

新津バイパスから引き続き、秋葉区矢代田に至る区間。全線2車線で、他道路との接続はすべて交差点上での平面交差となっている。国道403号は終点より県道41号経由の旧道区間と小須戸田上バイパスの併走となる。

#### 路線データ
- 起点 - 新潟市秋葉区古田
- 終点 - 同区矢代田
- 全長 - 5.5 km

### 小須戸田上バイパス
秋葉区矢代田から南蒲原郡田上町羽生田に至る延長7.78 kmの区間。朝夕における慢性的渋滞の解消および幅員狭小・歩道未整備区間の解消を目的に建設された。新潟市側の2.75 kmを新潟市が、田上町側の5.03 kmを新潟県が施行した。2020年（令和2年）3月22日に全線が開通した。この全線開通により、新潟市中心部と田上町・加茂市との幹線ルートが完成することとなった。

#### 路線データ
- 起点 - 新潟市秋葉区矢代田[5][9]
- 終点 - 南蒲原郡田上町羽生田[5][9]
- 全長 - 7.78 km [5][9][10]
- 規格 - 第3種第2級[5][9][10]
- 道路幅員 - 26.0 m（暫定13.0 ｍ [5][9]）
- 車線幅員 - 3.25 m [5][9]
- 車線数 - 暫定2車線[5][9] （完成4車線）
- 設計速度 - 60 km/h[5][9][10]

### 三条北バイパス
田上町羽生田から加茂市を経由して三条市塚野目に至る延長8.32 kmの区間で、かつては事業名称も三条北バイパスとして実施されていたが、事業名称には三条北道路が用いられている。起点から加茂市街地西側までの3.58 kmの区間が2016年（平成28年）3月末までに供用を開始し、2022年（令和4年）12月10日には加茂市大字下条から三条市下保内までの1.56 kmが開通した。2018年現在も順次整備事業が進められており、2018年度（平成30年度）に用地買収を完了予定。2024年（令和6年）3月23日に全線が開通した。

#### 路線データ
- 起点 - 南蒲原郡田上町羽生田[11]
- 終点 - 三条市塚野目[11]
- 全長 - 8.32 km [11]
- 規格 - 第3種2級
- 道路幅員 - 26.0 m
- 車線幅員 - 3.25 m
- 車線数 - 暫定2車線（完成4車線）
- 設計速度 - 60 km/h

## 歴史
- 1975年（昭和40年） - 新津南BP・着工[3]。
- 1979年（昭和54年）12月5日 - 「三条・新津バイパス線国道昇格期成同盟会」が発足[16]。
- 1981年（昭和56年）5月1日 - 新津BP・茅野山IC - 古田交差点間[1][2]が主要地方道新潟新津線（県道番号未付与。現在の新潟県道5号新潟新津線）の区間として開通。
- 1982年（昭和57年）4月1日 - 同区間が国道403号に指定変更。
- 1983年（昭和58年）8月10日 - 新津南BP・古田交差点 - 新津消防署前交差点（現在の秋葉消防署前交差点）間940 mが開通[3][17]。
- 1984年（昭和59年） - 三条北バイパス大規模二次改築事業着手[9]。
- 1987年（昭和62年） - 三条北バイパス都市計画決定[9]。
- 1994年（平成6年）11月16日 - 三条北BP・千代橋の延長0.4 kmが開通[9]。
- 1994年（平成6年）11月28日 - 新津南BP・新津消防署前交差点 - 矢代田丁字路間が開通し、新津南BP全線供用[3]。
- 1996年（平成8年） - 小須戸田上バイパス都市計画決定、大規模二次改築事業着手[9]。
- 1997年（平成9年）3月24日 - 三条北BP・羽生田跨線橋交差点 - 丸潟交差点間（新潟県道67号村松田上線 - 新潟県道9号長岡栃尾巻線）延長2.84 kmが開通[9]。
- 2005年（平成17年）6月7日 - 小須戸田上BP・田上町役場脇交差点 - 羽生田跨線橋交差点間（田上町道原ヶ町横場線 - 新潟県道55号新潟五泉間瀬線）延長1.50 kmが開通[9]。
- 2007年（平成19年）4月1日 - 新潟市が政令指定都市に指定され、新津BP・新津南BP・小須戸田上BPの秋葉区矢代田から秋葉区鎌倉が新潟県から新潟市に移管。
- 2010年（平成22年）3月29日 - 小須戸田上BP・田上町本田上・本田上工業団地脇交差点 - 田上町役場脇交差点間（田上町道本田横場線 - 田上町道原ヶ町横場線）延長1.20 kmが開通[9]。
- 2011年（平成23年）3月15日 - 新津BP・江南区割野 - 同区茅野山間延長2.5 kmが上り2車線化[18]。
- 2014年（平成26年）5月15日 - 小須戸田上BP・田上町山田 - 同町本田上・本田上工業団地脇交差点間（新潟県道55号五泉間瀬線 - 田上町道本田横場線）延長0.70 kmが開通[9]。
- 2016年（平成28年）
  - 3月27日 - 小須戸田上BP・秋葉区矢代田 - 同区天ケ沢間（新潟県道41号白根安田線 - 新潟市道鎌倉横川1号線）延長1.56 kmが開通[19][20]。
  - 3月30日 - 三条北BP・加茂市丸潟交差点 - 同市矢立新田間（新潟県道9号長岡栃尾巻線 - 加茂市道下条矢立境線）延長0.74 kmが開通[21][22]。
- 2017年（平成29年）6月7日 - 小須戸田上BP・田上町中店 - 同町山田間（田上町道中店・後藤1号線 - 新潟県道55号新潟五泉間瀬線）延長0.72 kmが開通[4][23]。
- 2020年（令和2年）3月22日 - 小須戸田上BP・秋葉区天ケ沢 - 田上町中店間（新潟市道鎌倉横川1号線 - 田上町道中店・後藤1号線）延長2.10 kmが開通し、小須戸田上BP全線供用[5][7][8]。
- 2022年（令和4年）12月10日 - 三条北BP・加茂市大字下条 - 三条市下保内間（加茂市道下条矢立境線 - 三条市道新田川線）延長1.56 kmが開通[13]。
- 2024年（令和6年）3月23日 - 三条北BP・三条市下保内 - 塚野目間（三条市道新田川線 - 新潟県道537号塚野目代官島線）延長3.18 kmが開通し、三条北BP全線供用[15]。

## 路線状況

### 通称
- フラワーロード
  - 秋葉区内の一部区間では1994年（平成6年）頃から、地元の人の手によって道路沿いに季節の花が植えられている[24][25][26]。

### 旧道

#### 新津南バイパス
- 新潟市秋葉区古田（古田交差点） - 同区新津本町四丁目（新津本町四丁目交差点） : 新潟県道7号新津村松線
- 新潟市秋葉区新津本町四丁目（新津本町四丁目交差点） - 同区矢代田（兎谷交差点） : 新潟県道320号新津小須戸線
- 新潟市秋葉区矢代田（兎谷交差点） - 同（矢代田交差点） : 新潟県道41号白根安田線
- 新潟市秋葉区程島（秋葉消防署前交差点） - 同区東島（東島交差点） : 新潟市道（新津南バイパス部分開通時における一時的な国道指定区間）

なお、新津バイパスは、全線開通後に国道に指定されたため、国道403号としての旧道は存在しない。また、小須戸田上バイパス・三条北バイパスは旧道も引き続き国道403号に指定されている。

### 道路施設

#### 橋
- 小阿賀野橋（新津バイパス・新潟市江南区 - 秋葉区・小阿賀野川）[27]
  - 形式 - 鋼連続RC床版鈑桁橋
  - 橋長 - 206 m
    - 主径間支間割  - 3×34.1 m

  - 幅員 - 11.0 m
  - 施工 - 東京鐵骨橋梁
  - 竣工 - 1978年度（昭和53年度）
- 車場高架橋（新津バイパス・新潟市秋葉区）
- 五社川大橋（小須戸田上バイパス・南蒲原郡田上町・五社川）
- 才歩川大橋（さいかちがわおおはし・小須戸田上バイパス・南蒲原郡田上町・才歩川）
  - 橋長25.6 m、鋼単純非合成鈑桁橋・逆T式橋台[5][28]
- 千代橋（三条北バイパス・加茂市 - 三条市・加茂川）[29]
  - 形式 - 鋼4径間連続RC床版鈑桁橋
  - 橋長 - 124.9 m
    - 支間割  - 28.1 m + 34.0 m + 34.0 m + 28.1 m

  - 幅員
    - 車道 - 12.75 m
    - 歩道 - 3.00 m

  - 施工 - 東日本鉄工
  - 竣工 - 1991年度（平成3年度）
- 新下条川大橋（三条北バイパス）
- 新吉津橋（三条北バイパス）

#### 道の駅
- たがみ

## 地理

### 通過する自治体
- 新潟県
  - 新潟市（江南区 - 秋葉区） - 南蒲原郡田上町 - 加茂市 - 三条市

### 交差する道路
- 上側が新潟側、下側が松本側。左側が西側、右側が東側。
- 路線名の特記がないものは市道。
- （間）は他の道路を介して接続している間接接続

| 施設名                                 | 接続路線名                  | 接続路線名                  | 新潟から (km)      | バイパス       | 所在地         | 所在地 |
| -------------------------------------- | --------------------------- | --------------------------- | ------------------ | -------------- | -------------- | ------ |
| 新潟市中央区方面                       |                             |                             |                    |                |                |        |
| 茅野山IC（ちのやま）                   | 国道49号（亀田バイパス）    | 国道49号（亀田バイパス）    |                    | 新津バイパス   | 新潟市         | 江南区 |
| 割野（わりの）                         | 新潟県道247号沢海酒屋線     | 新潟県道247号沢海酒屋線     |                    | 新津バイパス   | 新潟市         | 江南区 |
| 車場（くるまば）                       | 新潟県道46号新潟中央環状線  | 新潟県道46号新潟中央環状線  |                    | 新津バイパス   | 新潟市         | 秋葉区 |
| 新津西SIC（にいつにし）                | E49 磐越自動車道            | -                           |                    | 新津バイパス   | 新潟市         | 秋葉区 |
| 大鹿（おおじか）                       |                             | 国道460号（新津東バイパス） |                    | 新津バイパス   | 新潟市         | 秋葉区 |
| 古田（こだ）                           | 国道460号                   | 新潟県道7号新津村松線       |                    | 新津バイパス   | 新潟市         | 秋葉区 |
| 古田（こだ）                           | 国道460号                   | 新潟県道7号新津村松線       | 新津南バイパス     |                | 新潟市         | 秋葉区 |
| 矢代田（やしろだ）                     | 新潟県道41号白根安田線      | 国道403号（現道）           |                    |                | 新潟市         | 秋葉区 |
| 矢代田（やしろだ）                     | 新潟県道41号白根安田線      | 国道403号（現道）           | 小須戸田上バイパス |                | 新潟市         | 秋葉区 |
| 交差点名なし                           | 新潟県道55号新潟五泉間瀬線  | 新潟県道55号新潟五泉間瀬線  |                    | 南蒲原郡田上町 | 南蒲原郡田上町 |        |
| 羽生田跨線橋（はにゅうだこせんきょう） | 新潟県道67号村松田上線      | 新潟県道67号村松田上線      |                    | 南蒲原郡田上町 | 南蒲原郡田上町 |        |
| 羽生田跨線橋（はにゅうだこせんきょう） | 新潟県道67号村松田上線      | 新潟県道67号村松田上線      | 三条北道路         | 南蒲原郡田上町 | 南蒲原郡田上町 |        |
| 丸潟（まるがた）                       | 新潟県道9号長岡栃尾巻線     | 国道403号（現道）           |                    | 加茂市         | 加茂市         |        |
|                                        | 新潟県道137号天神林上条線   |                             |                    | 加茂市         | 加茂市         |        |
|                                        | 新潟県道537号塚目木代官島線 | 新潟県道537号塚目木代官島線 |                    | 三条市         | 三条市         |        |
| 長岡市・松本市方面                     |                             |                             |                    |                |                |        |

### 接続するバイパスの位置関係
（新潟方面）起点 - 現道（栗ノ木バイパス - 亀田バイパス - 新津バイパス ） - 新津南バイパス - 小須戸田上バイパス - 三条北道路 - 現道 - 小千谷バイパス（松本方面）